# Zagórze (powiat białogardzki)
Zagórze (niem. Sager) – wieś sołecka w Polsce położona w województwie zachodniopomorskim, w powiecie białogardzkim, w gminie Białogard. W latach 1975–1998 wieś należała do województwa koszalińskiego. W roku 2007 wieś liczyła 136 mieszkańców.

## Geografia
Wieś leży ok. 11 km na południowy zachód od Białogardu, przy trasie byłej linii wąskotorowej Białogard – Lepino.

## Toponimika nazwy
Nazwa wsi ma pochodzenie najprawdopodobniej ze słowiańskiego i oznacza położenie miejscowości – za górą.

## Historia
Stare lenno rodziny von Podelwils, w XVII wieku dzierżawione przez rodzinę von Platen. Od 1844 r. majątek był własnością Jana Ferdynanda Ramthum, właściciela Zasp Małych. Jako dziedzic Zagórza wymieniony jest członek rodu von Gaudcker. W 1867 r. wybudowano szkołę, miejscowość liczy 208 mieszkańców. W roku 1939 liczba mieszkańców spadła do 177. W 1928 roku majątek należał do Marii von Holtzendorff, właścicielki Podwilcza i Rychowa. Po II wojnie światowej majątek upaństwowiono.

## Zabytki i ciekawe miejsca
We wsi znajduje się park dworski o pow. 2,00 ha, założony w XIX wieku, drzewostan tworzą głównie buki i dęby. W runie zawilec gajowy i bluszcz pospolity.
Dwór zwrócony jest fasadą na południe. Jest to murowany budynek z ok. poł. XIX wieku, z krótkim późniejszym skrzydłem od północy (zapewne pierwotnie były dwa skrzydła). W wyniku remontu przeprowadzonego w latach 70. XX wieku utracił większość detali architektonicznych.
500 m od Zagórza przy drodze do Nasutowa spotkać można nieczynny ewangelicki cmentarz o pow. 0,16 ha, w runie z bluszczem i konwalią majową.

## Turystyka
Przez miejscowość przebiega lokalny, nieoznaczony, rowerowo-pieszy szlak turystyczny Szlak torami byłej kolejki wąskotorowej.

## Transport
W miejscowości znajduje się przystanek komunikacji autobusowej.